# Canguaretama (kommun)
Canguaretama är en kommun i Brasilien.   Den ligger i delstaten Rio Grande do Norte, i den östra delen av landet, 1 700 km nordost om huvudstaden Brasília. Antalet invånare är 30 900.
Följande samhällen finns i Canguaretama:
- Canguaretama

Omgivningarna runt Canguaretama är en mosaik av jordbruksmark och naturlig växtlighet. Runt Canguaretama är det ganska glesbefolkat, med 32 invånare per kvadratkilometer.